# COMX-35
De COMX-35 is een homecomputer uit 1983 die werd ontworpen en geproduceerd in Hongkong door COMX World Operations Ltd.
De COMX-35 maakt als van de weinige gebruik van de RCA 1802-microprocessor, dezelfde microprocessor die ook werd gebruikt in sommige ruimtesondes. Al vanaf de uitgave was de 1802 ook verkrijgbaar in silicium op saffier-halfgeleider-technologie, waardoor hij een zekere mate van weerstand bood tegen straling en elektrostatische ontlading.
De COMX-35 had een toetsenbord met een geïntegreerde joystick in plaats van de pijltjestoetsen. De computer was relatief goedkoop en kwam met een grote collectie software, die door de Nederlandse importeur gratis ter beschikking werd gesteld.
De computer heeft een intern geheugen van 35 kB RAM waarvan 32 kB benut kon worden door de gebruiker.

## Software

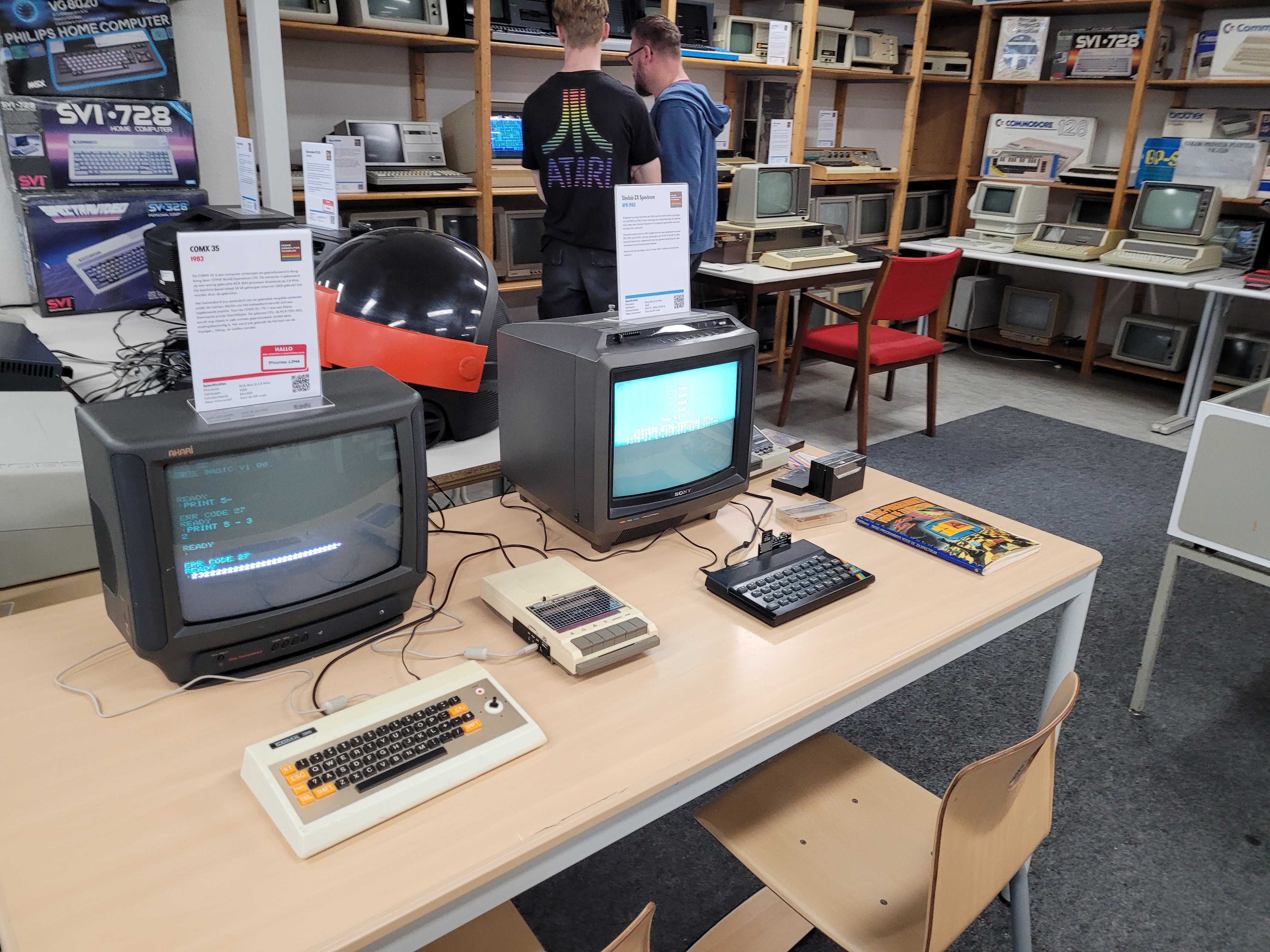
COMX-35 in het HomeComputerMuseum

Het bedrijf dat COMX naar Nederland importeert, West Electronics, heeft bijna al zijn COMX-software gratis en auteursrechtvrij geleverd (of tegen een kleine vergoeding voor tape, schijf en / of verzending). West Electronics heeft ook verschillende zelfgemaakte softwarewedstrijden georganiseerd.
Waarschijnlijk de meest gespeelde game op COMX was The Worm, in Nederland bekend als Eet een wurm. Het was een heel eenvoudig spel waarin je de slang over het scherm moest sturen en alle wormen moest opeten. Als het je lukt om The Worm lang genoeg te spelen, zal er uiteindelijk geen ruimte meer zijn voor nieuw "voedsel", waardoor het spel bijna tot stilstand komt. F&M heeft enkele reparaties aan de game aangebracht, waaronder enkele aanvullende verbeteringen.
COMX was waarschijnlijk het meest populair in Nederland, voornamelijk dankzij de inspanningen van West Electronics op het gebied van gratis software. Als resultaat van wedstrijden zijn er veel geweldige spellen geschreven door enthousiastelingen. Hier is een klein deel van de lijst, te uitgebreid om hier te plaatsen:
- Get Your Gadget van JunioR (Jeroen Griffioen & Robbert Nix)

- Boulderdash door AHON (Arjan Houben en Oscar Nooy)

- Donkey The Kong door MP-Soft (Michelle Peters)

- Happiehap en Trainspotting door F&M (Frank en Marcel van Tongeren)

## Bekende problemen

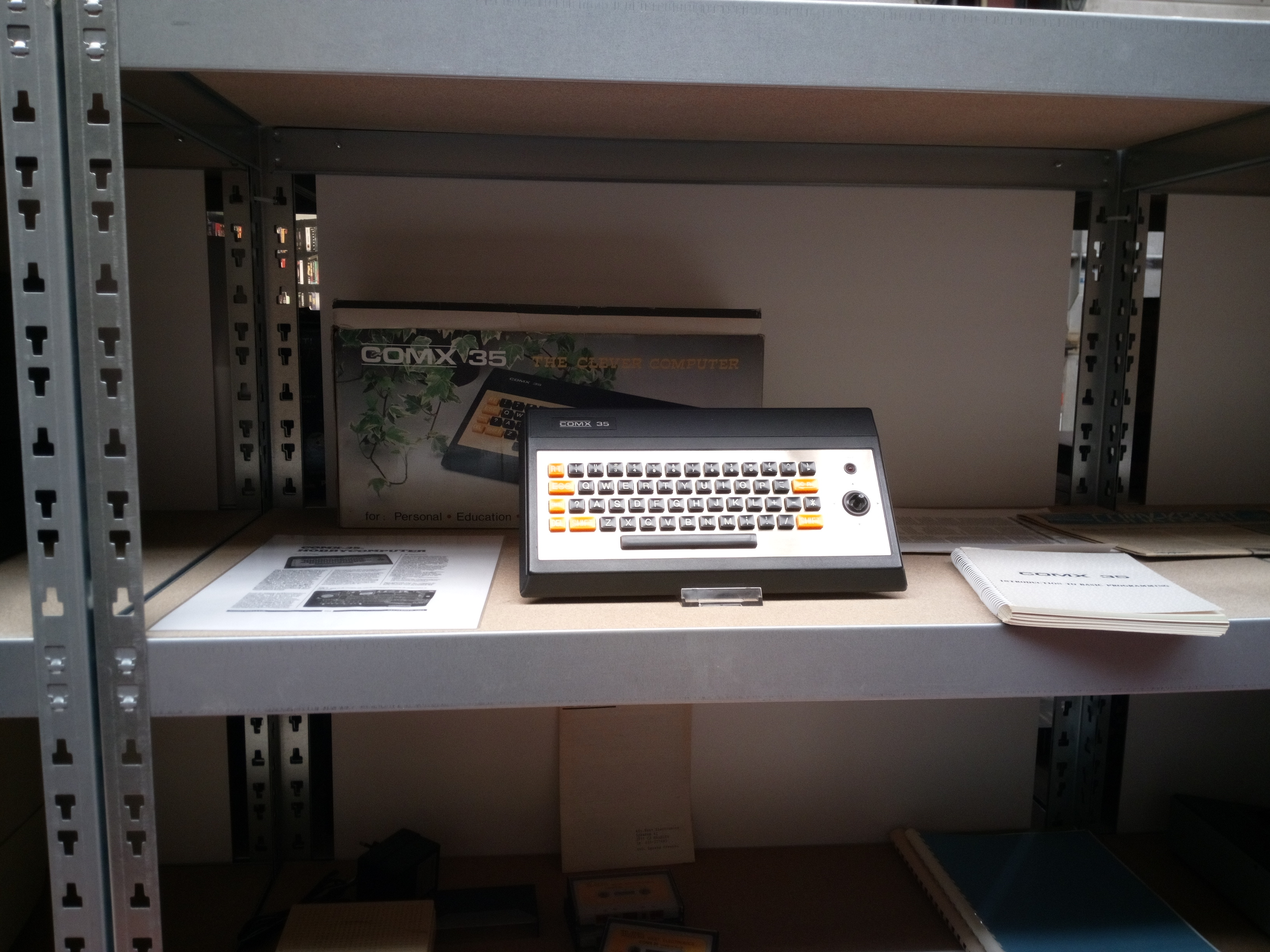
COMX-35 met doos en handleiding in het Bonami Games & Computers Museum

De bekendste fout in het COMX BASIC ROM was wanneer regelnummer 65535 werd ingetypt. Dit leidde tot een COMX die vastliep ("blijven hangen") en waarbij het scherm rommelig werd. Dit kon erg frustrerend zijn wanneer iemand urenlang getypt had in een BASIC-programma.
Een op lijn 65536 gelijkend probleem trad op wanneer 'READY' werd getypt. Hierna was COMX echter niet meer 'READY'. F&M ontdekte dit probleem toen ze bij het ontwerpen van de F&M-schermeditor op de 'CR'-toets (return) drukten op de 'READY'-prompt. Daarom werd de prompt in 'OK' veranderd om veel vastloop-situaties te vermijden wanneer gebruikgemaakt werd van de schermeditor. Deze fout lag aan het READ-commando, wanneer een READ Y (of elke andere READ) instructie werd gegeven wanneer er geen DATA-statement was in het geladen programma liep COMX vast.
Er was ook een bug in de standaardkarakterset: het uitroepteken (!) werd weergeven als een rood punt net boven een zwart punt.

## Consumentenbond en einde
De consumentenbond heeft de computer getest en min of meer afgekeurd. Dit omdat er geen duidelijkheid was hoe de machine werkte en er zou geen handleiding bij zitten. De importeur, dhr. Westerkamp van West Electronics b.v., begreep hier niks van en is naar het hoofdkantoor in Den Haag afgereisd. Hier vond hij de handleiding gewoon in de doos. De consumentenbond heeft het artikel gerectificeerd, maar dit mocht niet baten en de importeur is failliet gegaan. 

## Technische specificaties
- Processor: RCA 1802 op 2,8 MHz
- ROM: 16 kB
- RAM: 35 kB
- Video: CDP1869 of CDP1870
  - Tekstmode: 40 kolommen bij 24 regels, of 20x24, 40x12, 20x12
  - Karakters: 128 programmeerbare karakters
  - Grafisch: geen
  - Kleuren: 8 kleuren
- Geluid: 2 kanalen (toongenerator en ruiskanaal)